# Vehículo de combate de infantería

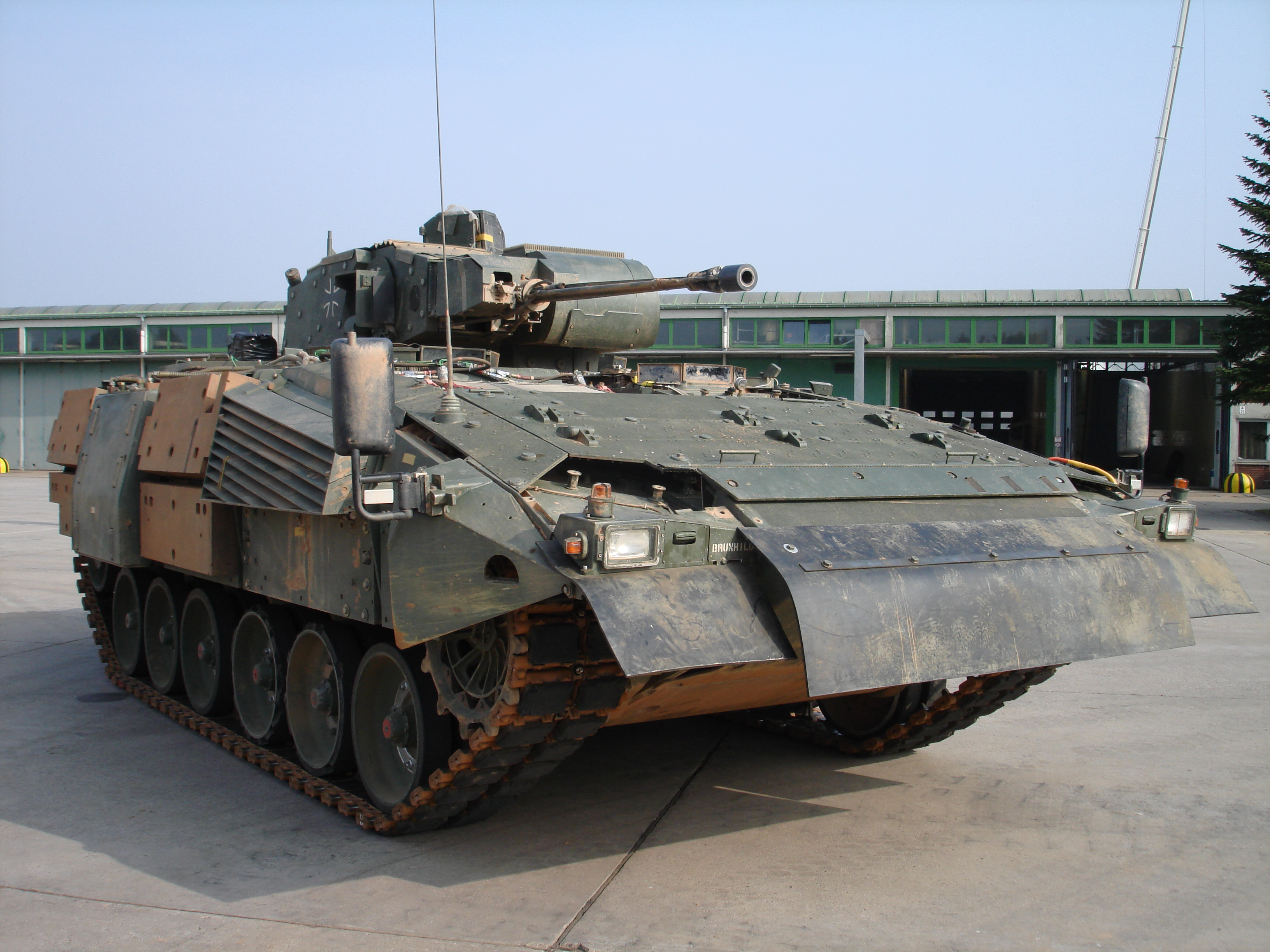
El Puma alemán, que entró en servicio en 2010, es uno de los VCI mejor protegidos.

Un vehículo de combate de infantería (VCI), conocido también por las siglas en inglés IFV (infantry fighting vehicle) o MICV (mechanized infantry combat vehicle), es un tipo de vehículo blindado de combate usado para transportar infantería a la batalla y para proporcionarle fuego directo de apoyo.
El Tratado de las Fuerzas Armadas Convencionales en Europa de 1990 define a un vehículo de combate de infantería como:

un vehículo blindado de combate que está diseñado y equipado principalmente para transportar un escuadrón de infantería de combate, y que está armado con un cañón integral u orgánico de al menos 20 milímetros de calibre y, a veces, un lanzador de misiles antitanque

Los VCI a menudo sirven tanto como sistema principal de armas y como modo de transporte de una unidad de infantería mecanizada.
Los VCI son distintos de los transportes blindados de personal (TBP), los cuales son vehículos de transporte armados solo para autodefensa y no están específicamente diseñados para luchar por sí solos. Los VCI están diseñados para ser más móviles que los tanques y están equipados con un cañón automático de tiro rápido o un arma convencional grande. Así mismo, pueden tener ranuras de disparo en sus lados para que los hombres de la infantería disparen sus armas personales mientras están a bordo.
Los VCI ganaron popularidad rápidamente en los ejércitos de todo el mundo debido a la demanda de vehículos con más potencia de fuego que los TBP que fuesen menos caros y más fáciles de mantener que los tanques. Sin embargo, no reemplazaron por completo a los TBP, debido a la continua utilidad de estos últimos en funciones especializadas. Algunos ejércitos han continuado manteniendo flotas tanto de VCI como de TBP.

## Historia

### Inicio
Muchas de las posiciones ganadas por el avance de los tanques se perdieron debido a la falta de infantería y de coordinación entre infantería y tanques. El hecho de que la infantería resultara ser muy vulnerable al fuego de ametralladoras hizo que los británicos pensaran en vehículos para el transporte seguro de soldados.
En 1917, en el planteamiento de la batalla de Cambrai se decidió que los tanques británicos de vanguardia serían seguidos por la infantería. Está si situaría en columna detrás de cada sección de 3 tanques, obteniendo así apoyo de fuego y cierta protección contra el fuego de fusiles y ametralladoras. A la vez la infantería cubriría la vulnerable parte trasera de los torpes tanques. Comenzado el combate las ametralladoras y cañones de los tanques Mark V y Mark V suprimieron las defensas y aplastaron las alambradas, ayudando al rápido avance de la infantería. Los alemanes abandonaron sus posiciones defensivas y retrocederieron varios kilómetros. Acababa de nacer la fuerza combinada de tanques e infantería.
La cooperación cercana entre infantería y los tanques demostró ser vital para lograr penetrar las líneas enemigas. Los británicos comenzaron a  pensar en llevar infantería dentro de los tanques. Para la ofensiva de 1918 se incorporó un nuevo modelo de tanque, 5 toneladas más pesado y dos metros más largo, para permitirle avanzar con más facilidad sobre las trincheras enemigas y tener espacio interior para acomodar 20-25 soldados. Estos desembarcarían para proporcionar apoyo o para ocupar las trincheras.
El empleo de infantería montada en los tanques fue utilizado en Amiens, pero la táctica falló por las duras condiciones del interior de los tanques. Cuando la infantería desmontó no estaba en condiciones para entrar en combate.
La infantería motorizada no podía seguir a los tanques ya que sus camiones requerían un terreno firme sobre el cual desplazarse. Los obstáculos como cráteres, alambre de espino y trincheras eran dificultades añadidas. La solución fueron los vehículos sobre orugas. Para la ofensiva de 1919 se creó el tanque Mark IX, versión de transporte de tropas derivada de un tanque normal al que se le quitó el armamento, aisló el ruido de los motores y se mejoró algo la ventilación.
Durante el periodo de entreguerras algunos pocos en el ejército británico defendían que era necesario contar con vehículo blindado diseñado para transportar la infantería que acompañará a los tanques. Pero se encontraron con el escaso presupuesto y la férrea oposición de sus compañeros.

### Segunda Guerra Mundial
El inicio de la guerra encontró en el mejor de los casos a la infantería motorizada, equipada con camiones para seguir a los tanques. Pronto quedó claro que  los camiones utilizados como transportes de tropa no proporcionaban ni adecuada protección ni adecuada movilidad para seguir a los tanques. La solución más aceptada fue el empleo de semiorugas.

#### Alemania

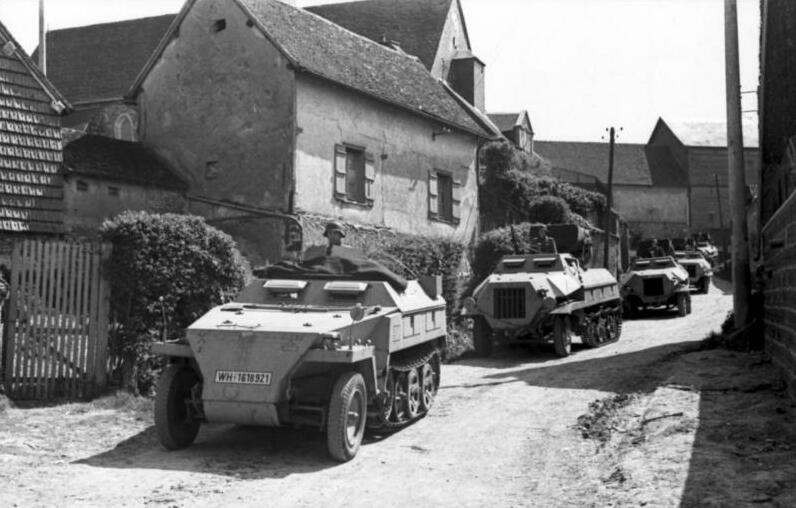
semioruga Sd.Kfz 251 fotografiado en Francia, 1944.

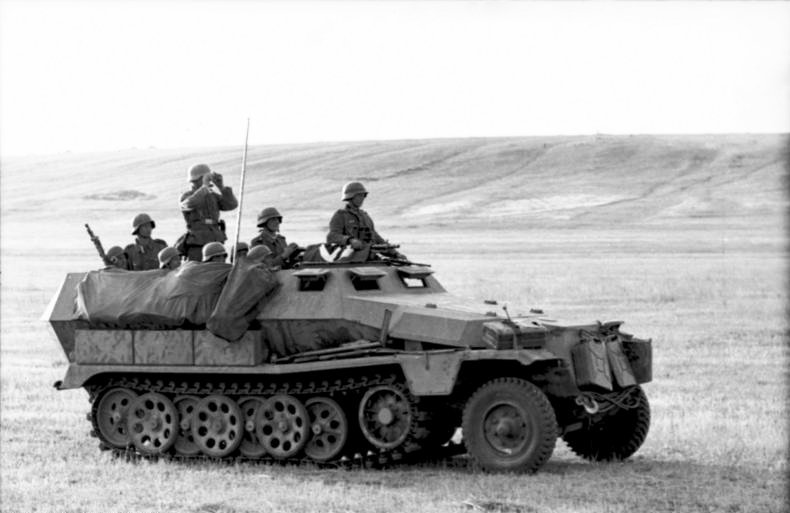
semioruga Sd.Kfz 251 en las estepas rusas.

En 1935 se propuso que los vehículos para la infantería podrían ser los  vehículos semioruga, ya en uso en Francia. A instancias de la Oficina de Armamento del Ejército se trabajó en un semioruga blindado para ser utilizado como vehículo antitanque, armado con cañón 3,7 cm L/70. Cuando surgió la necesidad urgente de un vehículo blindado para transporte de personal se aprovechó esta experiencia previa.  El Sd.Kfz 251 fue el caballo de batalla de la infantería mecanizada en las unidades acorazadas. Este vehículo era una versión blindada del tractor de artillería semioruga Sd.Kfz.11. Debía ser capaz de transportar un pelotón de Panzergrenadiers y sus equipos acompañando a las Divisiones Panzer, protegiéndoles del fuego de las armas enemigas y dándoles algo de protección contra la  artillería. Fue denominado Mittlere Schützenpanzerwagen (Vehículo Blindado Medio de Asalto). Su cabina abierta hacía que la tripulación fuera vulnerable a los proyectiles de alto poder explosivo y a las esquirlas. Su blindaje inclinado tipo Glacis había sido ya probado en los prototipos del cañón autopropulsado 7,5cm Selbstfahrlafette L/40,8.
Los  Schützenpanzerwagen (SPW) se asignaron al transporte de tropas que acompañarán a los tanques, e incluso se preveía al combate desde el propio vehículo y por ello estaban ligeramente blindados. Cada compañía de infantería mecanizada se esperaba que dispuduera de 18 vehículos acorazados y 20 ametralladoras, con capacidad para desembarcar tres secciones de fusileros y la asignación estándar de armas pesadas de compañía. El Sd.Kfz 251 fue producido en menos cantidad de la necesaria y solo 26 de los 261 batallones Panzergrenadier fueron equipados con ellos. El Sd.Kfz 251 era un diseño superior a los semiorugas M2/M3 americanos ya que tenía mejor movilidad y mejor protección de los tripulantes, pero se produjo en mucho menor número.
Para mediados de la guerra existían  divisiones completamente de infantería mecanizada, las llamadas divisiones Panzergrenadier. Dado que Alemania no podía producir las cantidades suficientes de semiorugas, solo unas pocas divisiones estaban realmente mecanizadas y muchas veces la infantería era transportada en camiones a la batalla, o montada sobre tanques y cañones de asalto.

#### Estados Unidos
Durante el periodo de entreguerras se buscó mejorar la movilidad. Con el objetivo de encontrar un vehículo se evaluó el semioruga Citroën-Kégresse. La White Motor Company produjo un prototipo de semioruga utilizando su propio chasis y el cuerpo de un M3 Scout Car.
El semioruga M2 fue creada por las armas de caballería y artillería, pero fue también adoptado por la infantería. Para 1940, el semioruga había sido estandarizado en el ejército norteamericano como vehículo para la infantería mecanizada.
La doctrina era que la infantería combatiese desmontada cuándo las circunstancias lo exigieran.
El armamento montado en los semiorugas sería usado en algunas ocasiones como apoyo directo. Cada división blindada poseía 433 M2 o M3, 200 en los regimientos blindados y 233 en el regimiento de infantería blindada.
Los semiorugas fueron inicialmente impopulares y bautizados como las Cajas de los Corazones Púrpura (la condecoración del Ejército de Estados Unidos para los heridos en combate). La experiencia en combate en África como en Europa dejó ver los defectos y ciertas limitaciones operativas del M2/M3. La falta de protección de la parte superior y blindaje de poco espesor los hacía vulnerables en combate.

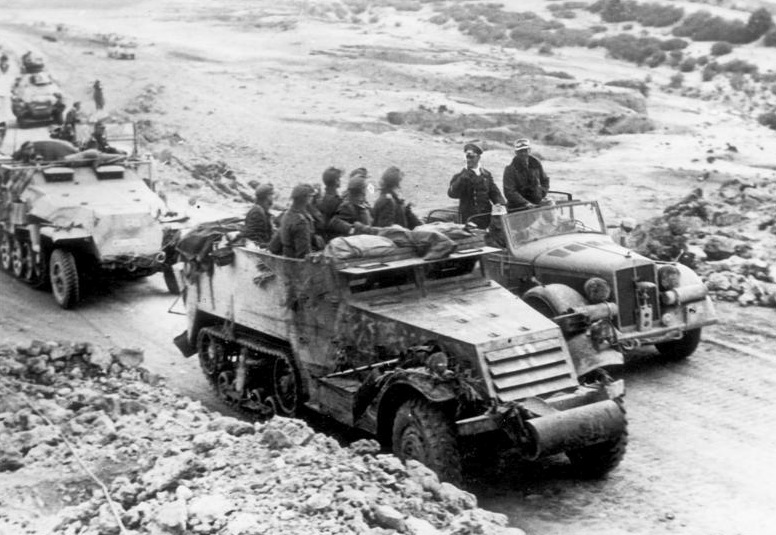
Semioruga M3 capturado y operado por el Afrika Korps.

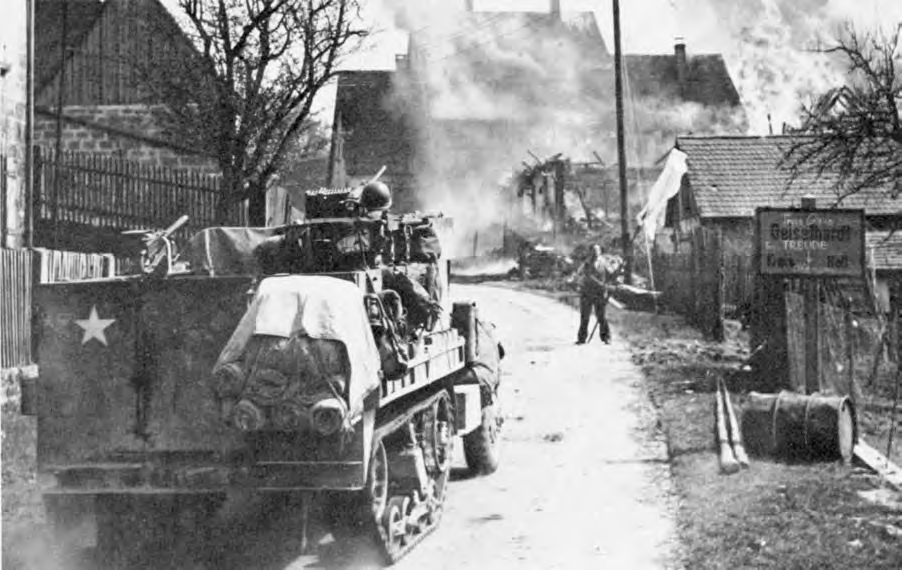
Semioruga M3 en Alemania, 1945.

Entre los prototipos probados para solucionar los problemas estuvo el M39, básicamente aprovechando el casco del cazacarros M18 que se consideraba ya obsoleto. El ejército exigía contar con un vehículo que permitiera a la infantería seguir la marcha de los tanques en Europa. 
Para aumentar el volumen utilizable y dar protección adicional de los pasajeros en la parte superior se agregó una cabina blindada baja. Consistía en cuatro láminas trapezoidales ensambladas en una estructura en forma de pirámide truncada. La parte delantera de la cabina tenía un pequeño hueco para montar una ametralladora. Pero el M39 tenía las desventajas de los Kangaroo británicos y además poco espacio interno para los soldados y su equipo.
Ya muy al final de la guerra apareció el M44, con protección superior pero un perfil demasiado alto y blindaje más bien escaso. La producción fue cancelada por buscarse un vehículo con menor tamaño.

### Reino Unido
El Universal Carrier fue el vehículo blindado de transporte de tropas empleado por los británicos y la Commonwealth durante la guerra. Se recibieron adicionalmente semiorugas americanos.

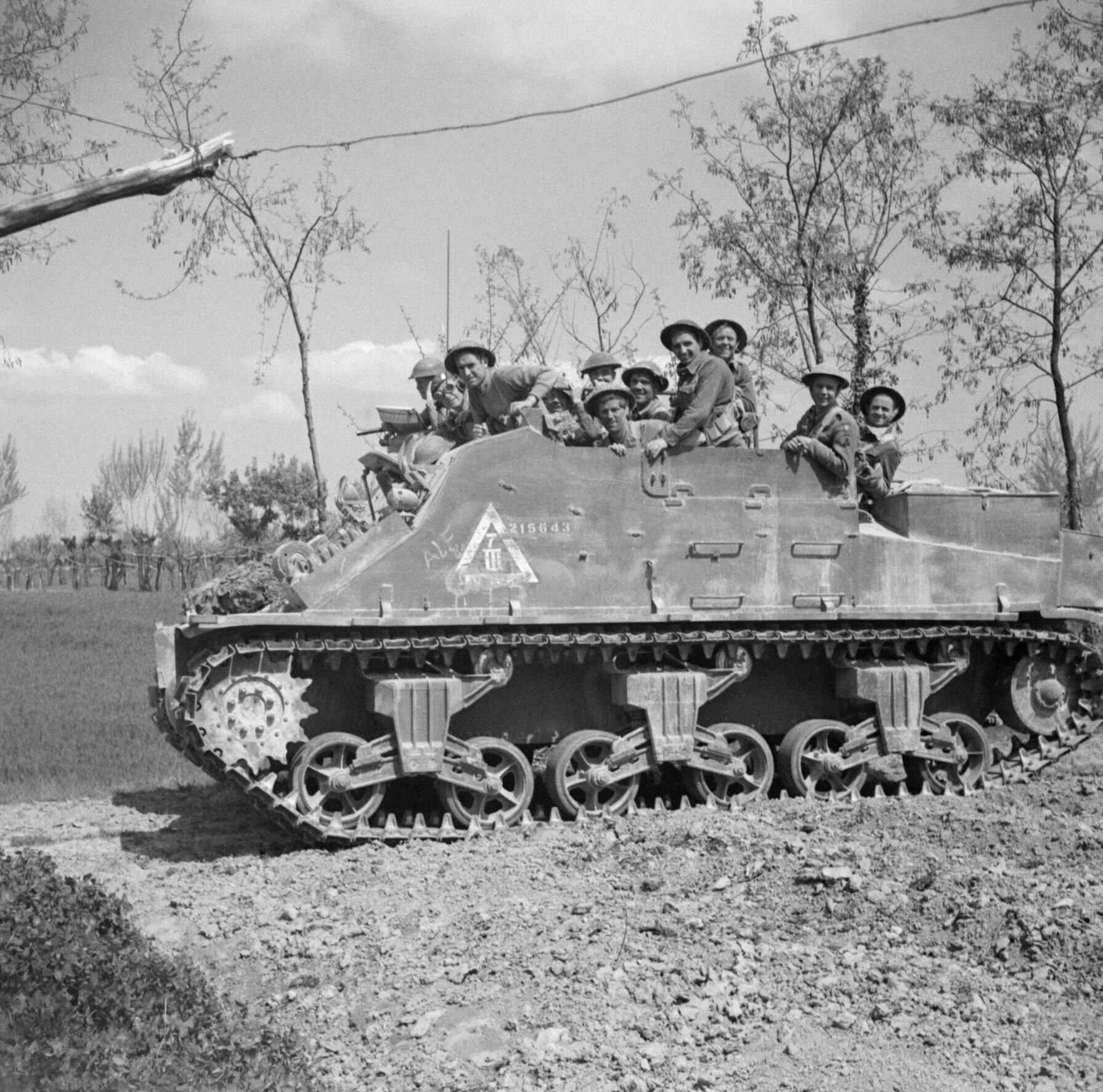
Un Kangaroo, 1945.

La solución elegida ante las bajas en combate en Francia en 1944 fue emplear tanques sobrantes, a los cuales se le quitó la torre para transportar en su interior infantería. De esta manera nacerían los Kangaroo, que ofrecian buena protección pero eran vulnerables en la parte superior. Se comenzó con la conversión de 72 obuses autopropulsados M7 Priest. Más tarde se emplearon tanques canadienses Ram ya obsoletos. A pesar de todo en Europa se haría uso de estos blindados con resultados satisfactorios.

### Corea

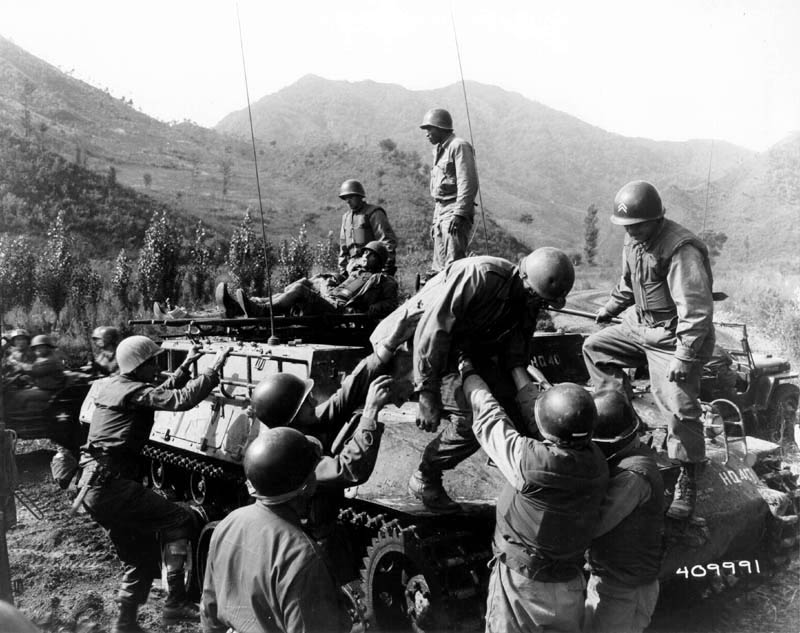
Bajando heridos de un M39 en Corea.

Los americanos emplearon de nuevo en combate los semiorugas M3. Irónicamente los semiorugas más apreciados fueron las variantes antiaéreas M-15 y M-16, muy efectivos contra las oleadas de la infantería comunista.
El blindado M39 demostró gran movilidad en el montañoso terreno, siendo muy útil para abastecer posiciones en colinas y zonas de difícil acceso.
La experiencia en combate demostró la necesidad de contar con blindados transportar la infantería en el campo de batalla. A finales de la década de 1940 llegó el M75, capaz de transportar diez hombres, el jefe de vehículo y el conductor. Sin embargo era caro, por lo que sólo se fabricaron unos 1.700 vehículos antes de que parar la producción en 1954.

### Comienzos de la Guerra Fría
El concepto de VCI evolucionó directamente del de TBP. Durante la Guerra Fría, entre 1947-1991, los ejércitos instalaron sistemas de armas más y más pesadas en los chasis de los TBP para que proporcionasen fuego de supresión para la infantería que descendía del compartimento para tropas del vehículo. Con el aumento de la mecanización de las unidades de infantería en todo el mundo, algunos ejércitos también empezaron a creer que el personal embarcado debería de poder disparar sus armas desde dentro de la protección de los TBP y solo luchar a pie como último recurso. Estas dos tendencias llevaron al VCI, con ranuras de disparo en el compartimento para las tropas y con un sistema de armas manejado por la tripulación. El VCI estableció un nuevo nicho con respecto a los vehículos de combate que funcionaban sobre todo como blindados portadores de armas o como TBP.
En la década de 1950, los soviéticos, los Estados Unidos y la mayoría de los ejércitos europeos habían adoptado los TBP con orugas. En 1958 el Bundeswehr nuevamente organizado de la República Federal Alemana adoptó el Schützenpanzer Lang HS.30 (también conocido simplemente como el SPz 12-3), que se parecía a un TBP con orugas convencional pero llevaba un cañón automático de 20 mm montado en la torreta que le permitía enfrentarse a otros vehículos blindados. El SPz 12-3 fue el primer vehículo construido con el propósito de los VCI.
La doctrina de la Bundeswehr requería que la infantería a bordo de los vehículos luchase y maniobrase junto a las formaciones de tanques en lugar de ser simplemente transportada al borde del campo de batalla para luego bajarse. Cada HS.30 SPz.12-3 podría llevar cinco soldados además de una tripulación de tres hombres. A pesar de esto, el diseño carecía de ranuras de disparo, lo que forzaba a la infantería de a bordo a exponerse abriendo escotillas para responder al fuego.

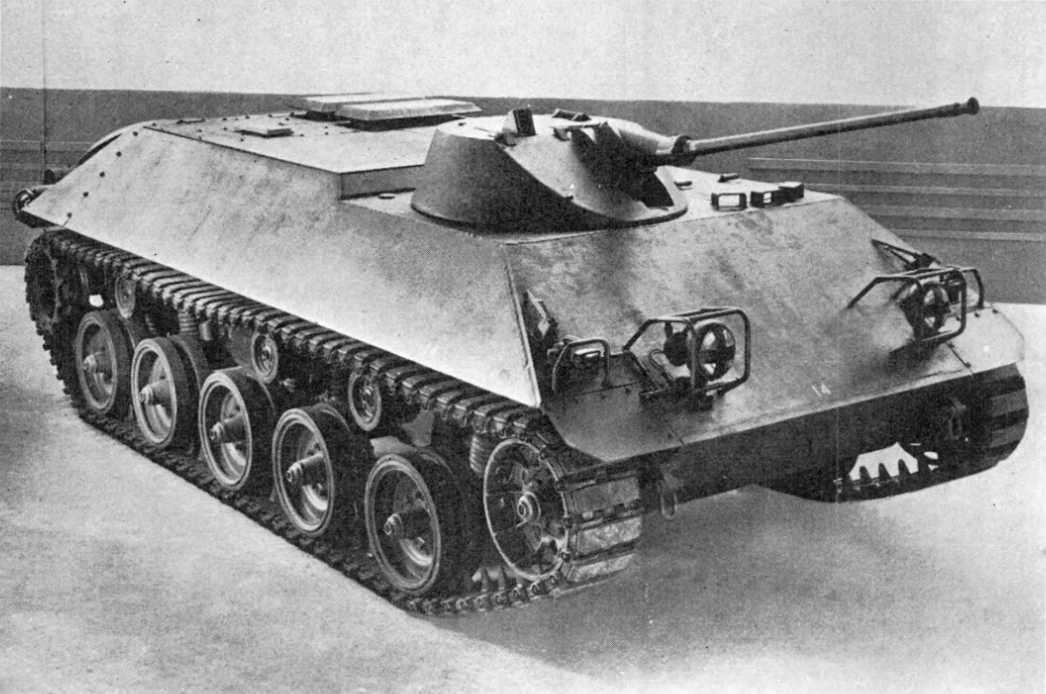
Vista oblicua de un HS.30.

Perfil de un HS.30.

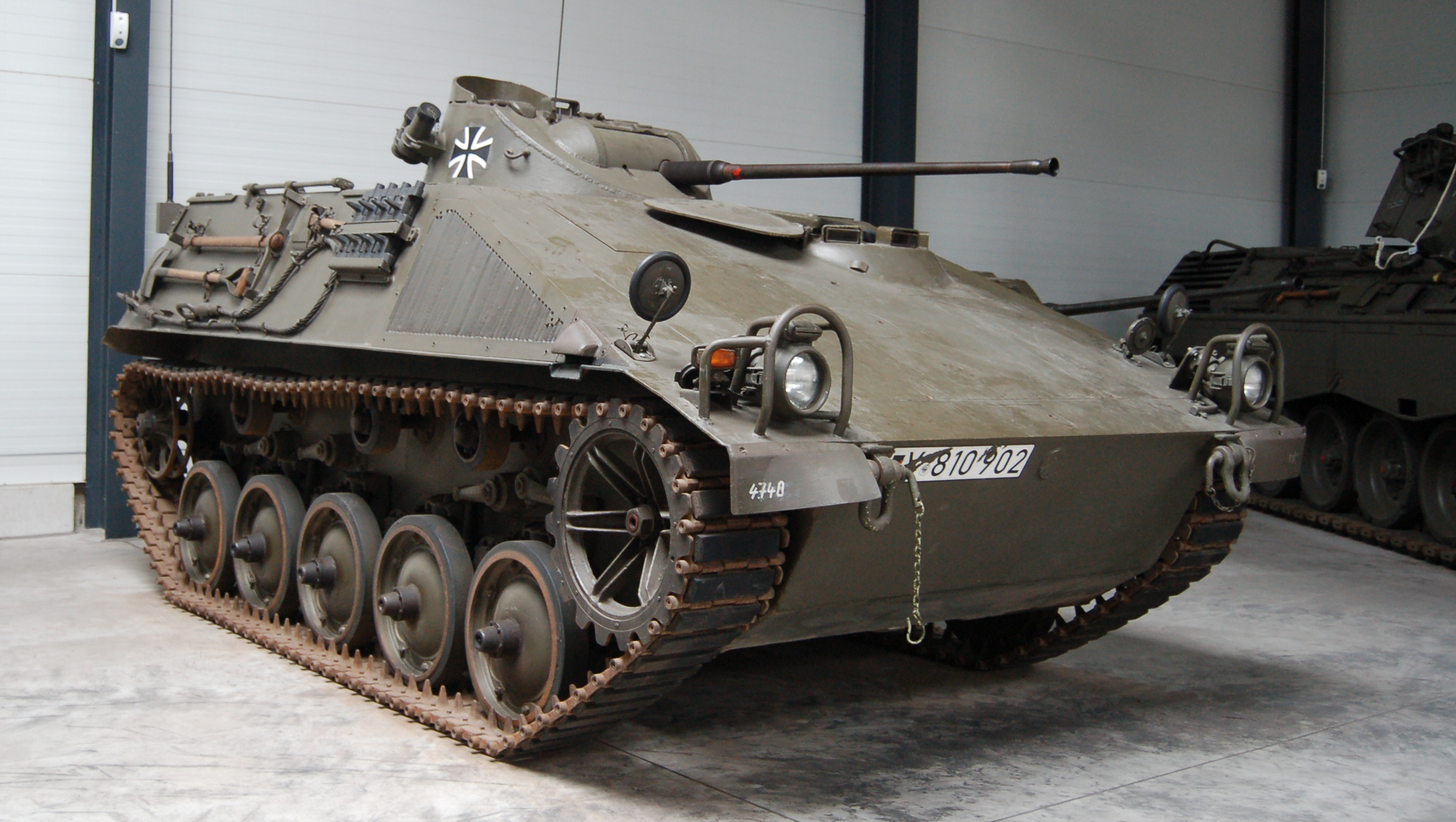
Vista de un Spz.11, la misma torre montada sobre un vehículo Hotchkiss más fiable mecánicamente.

Cuando el SPz 12-3 entró en servicio en la República Federal Alemana, los ejércitos franceses y austríacos adoptaron nuevos TBP que tenían ranuras de disparo, lo que permitía a la infantería de a bordo para observar y disparar sus armas desde dentro del vehículo. Estos fueron conocidos como AMX-VCI y Saurer 4K, respectivamente. Después Austria introdujo un VCI, que era una variante del Saurer 4K que portaba un cañón automático de 20 mm, convirtiéndose en el primer vehículo de esta clase que poseía ranuras de disparo y un sistema armamentístico en una torreta.
Desde principios hasta mediados de la década de 1960, el ejército de Suecia adoptó dos VCI armados con cañones automáticos de 20 mm en torretas y escotillas en el techo para disparar: el Pansarbandvagn 301 y el Pansarbandvagn 302. Este había experimentado con el concepto de VCI durante la Segunda Guerra Mundial con el Terrängbil m/42 KP, blindado sobre ruedas pero pensado para que los soldados combatieran montados. El 
el Pbv 301 era un vehículo construido con el chasis de tanques Strv m/41 retirados del servicio y con un cañón de 20 mm. extraído de cazas SAAB J21 también retirados. Fue el primer vehículo blindado de infantería del ejército sueco de los años 60. El Pbv 302 era en cambio más moderno y alojaba ocho soldados completamente pertrechados, que podían disparar a través de las escotillas del techo. La torreta contaba con un cañón m/47D de 20 mm. pero carecía de ametralladora.

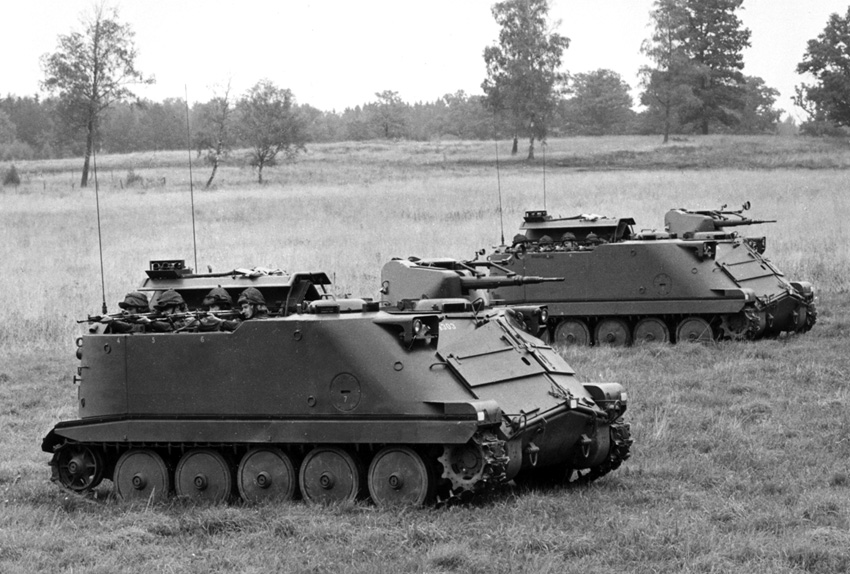
El Pbv.302 sueco.

Siguiendo la tendencia de convertir los TBP en VCI, los ejércitos neerlandeses, estadounidenses y belgas experimentaron modificando un tipo de vehículo de transporte blindado, el M113, a finales de la década de 1960. El M113 modificado fue conocido colectivamente como vehículo de combate de infantería blindado (armored infantry fighting vehicle, AIFV).
Francia siguió un camino parecido a Alemania. En la década de 1950 creó el AMX-VCI VTT empleando el chasis del tanque AMX-13. Este VCI contaba con cuatro aspilleras a cada lado y dos en las puertas traseras, así como portezuelas en el techo y una torre con una ametralladora de 7,5 mm o una de 12,7 mm. Las últimas versiones montaban una torreta con un cañón de 20 mm. Llevaba diez soldados de infantería. En la década de 1970 sería sustituido por el AMX-10P.

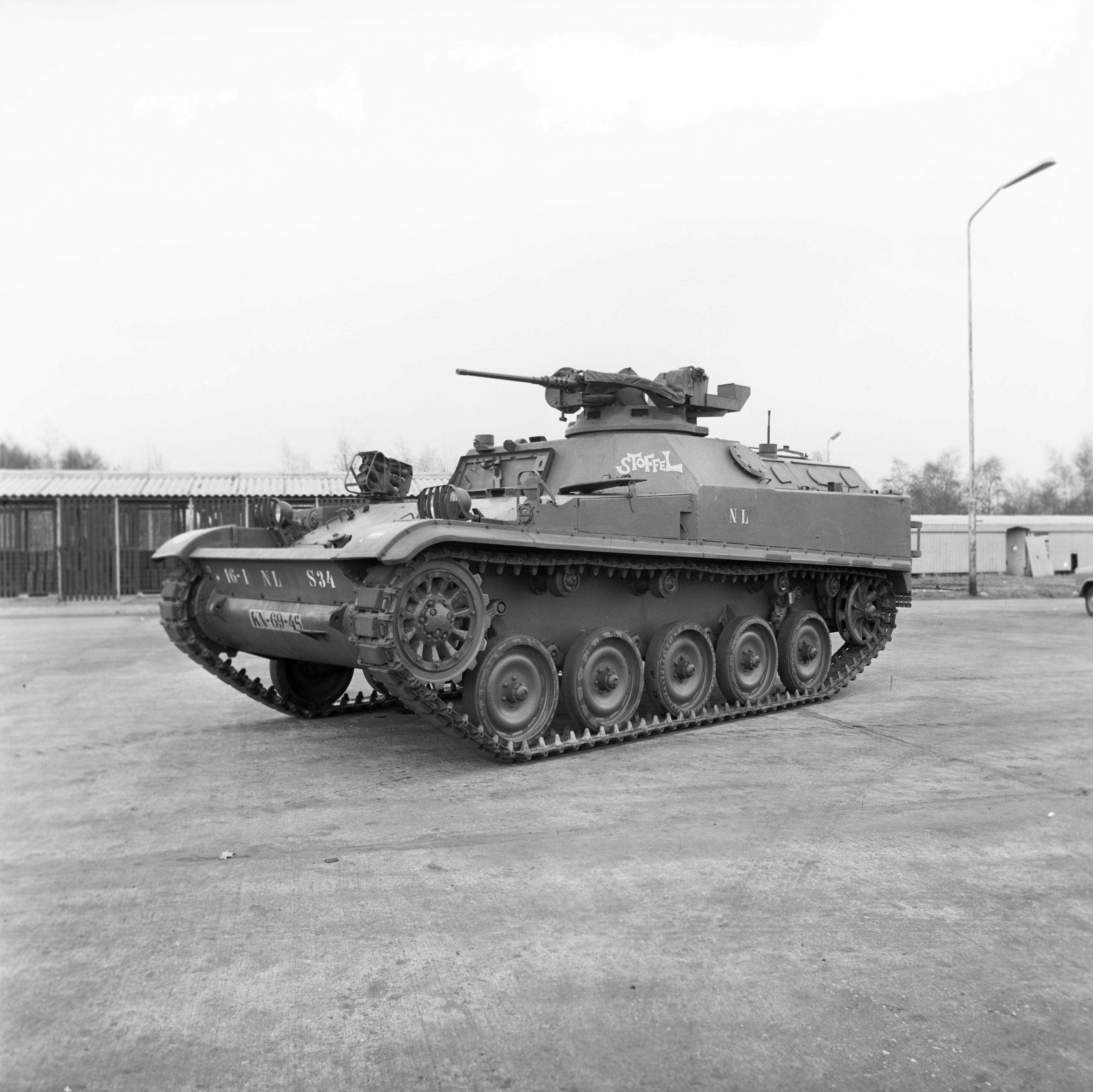
AMX VCI del ejército holandés. Está equipado con una torre con ametralladora de 12,7.

A mediados de la década de 1950 la empresa austríaca Saurer Werke desarrolló un transporte oruga blindado que entró en servicio como 4K 4F en 1961. El vehículo era relativamente similar al Schützenpanzer 12-3 de Alemania. Incluyó versiones que incluían transporte de tropas con torre equipada con ametralladora de 12,7 mm. o con cañón de 20 mm.. El compartimento trasero albergaba a 8 soldados totalmente equipados. Los soldados podían salir del vehículo por las puertas traseras, pero también había escotillas en el techo  que permitían a los soldados disparar en movimiento. El vehículo no tenía protección NBQ ni capacidades anfibias. 
El M113 estaba diseñado para transportar una escuadra de infantería totalmente equipada. En Vietnam demostró su movilidad, fiabilidad y eficiencia en el entorno operativo muy difícil que se caracterizaba por pantanos y selvas. Los vietnamitas combatían embarcados en sus M113, lo cual iba contra la doctrina que intentaban inculcar los asesores americanos. Pronto descubrieron los americanos que si la infantería desembarcaba ralentizaba las operaciones y perdía el factor sorpresa. Finalmente los americanos adoptaron la táctica vietnamita de combatir embarcados para aprovechar la movilidad de sus M113. De esta práctica nació el vehículo blindado de asalto de caballería o versión ACAV del M113. En la versión ACAV se contaba con una torreta circular para la ametralladora M2 de 12.7 del comandante y dos ametralladoras de 7,62 mm adicionales, protegidas por escudos, a cada lado de la escotilla superior. Las modificaciones en el M-113 y la nueva práctica de combatir desde el vehículo tuvieron como consecuencia la búsqueda por el US Army de un vehículo de combate de infantería. La aparición del BMP-1 y la necesidad de un vehículo adaptado a una posible guerra en Europa hicieron que se lanzara el programa MICV.

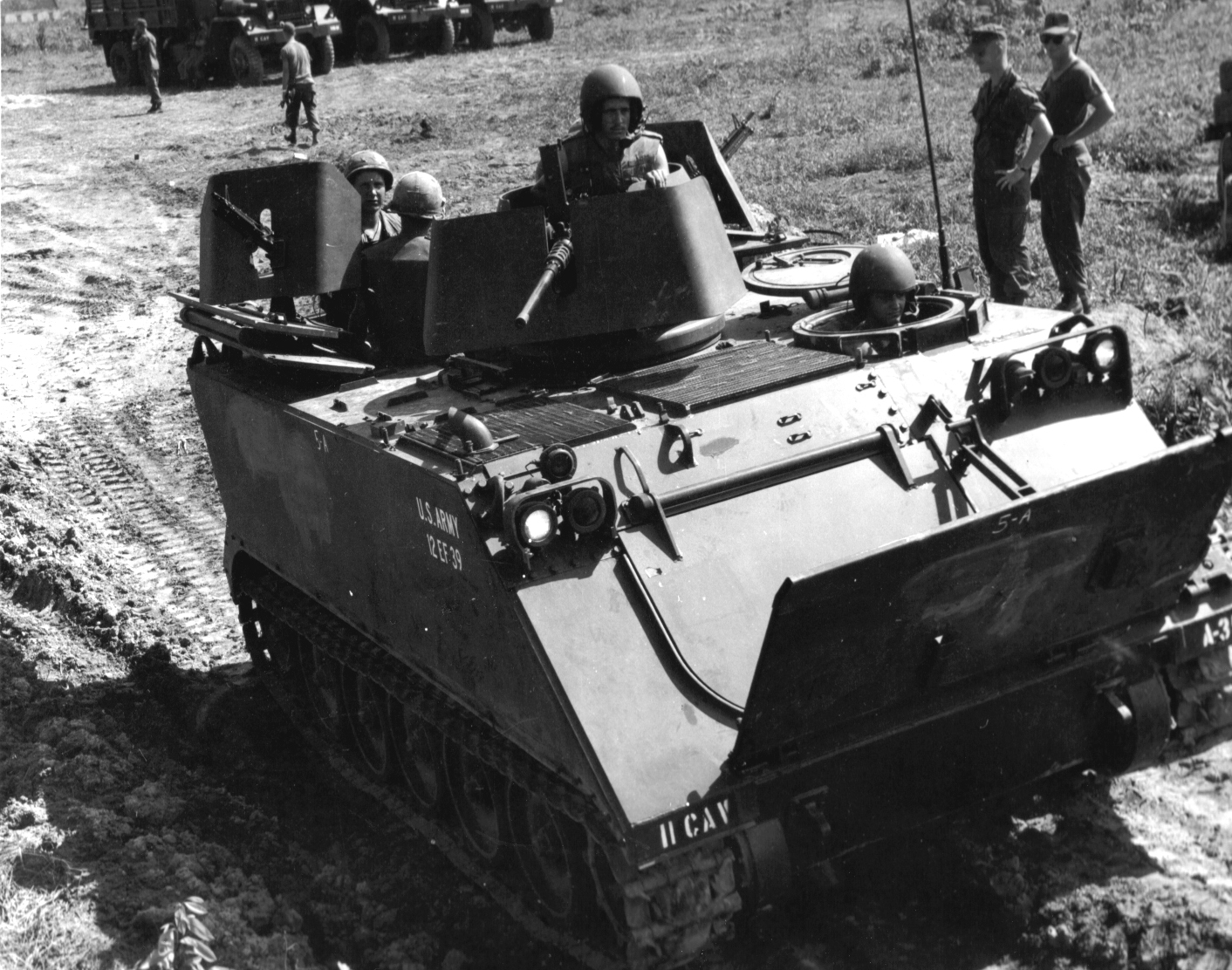
El M113 ACAV fue una versión modificada para facilitar el combatir embarcado.

El primer VCI estadounidense basado en un M113 apareció en 1969 y fue conocido como XM765. Tenía un casco en ángulo agudo, diez bloques de visión y un cañón automático de 20 mm montado en la cúpula. El diseño XM765, aunque fue rechazado para el servicio,  se convirtió posteriormente en la base para un vehículo neerlandés muy similar: el YPR-765. El YPR-765 tenía cinco ranuras de disparo y en algunas versiones un cañón automático de 25 mm con una ametralladora coaxial.

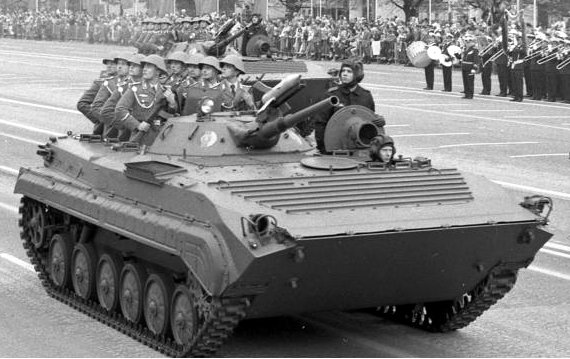
BMP-1 desfilando en Berlín en 1988.

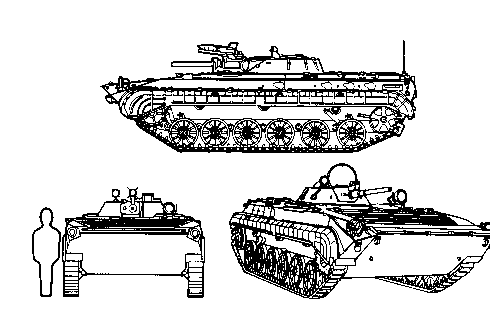
Tríptico de perfiles del BMP-1.

El Ejército soviético lanzó su primer TBP con orugas, el BTR-50, en 1957. Su primer TBP con ruedas, el BTR-152, había sido diseñado a finales de la década de 1940. Las primeras versiones de estos dos vehículos blindados ligeros tenían el techo abierto y solo llevaban ametralladoras de uso general como armamento. Como los estrategas soviéticos pasaron preocuparse por la posibilidad de una guerra en la que interviniesen armas de destrucción masiva, se convencieron de la necesidad de enviar tropas a bordo de vehículos al campo de batalla sin exponerlas a la radioactividad derivada del uso de algún arma atómica. Los blindados de la época ya estaban equipados con protección contra las amenazas conocidas como NBQ (Nuclear, Biológico, Químico) y su tripulación no tenía que salir a combatir exponiéndose al ambiente nocivo. En cambio, la infantería transportada en camiones y vehículos blindados estaba totalmente expuesta a estos peligros por lo que era necesario un vehículo de transporte adecuado para atacar desde el interior del vehículo. Además, la evolución de los transportes blindados tendía a armarlos con mejores cañones automáticos, misiles antitanques y mayor blindaje. Con estos nuevos requerimientos en la URSS nacería a finales de la década de los cincuenta un vehículo de transporte de personal moderno y revolucionario: el BMP.
El concepto de VCI fue recibido de forma favorable porque permitiría a un escuadrón de infantería soviético luchar desde el interior de sus vehículos en entornos contaminados. El trabajo soviético de diseño del nuevo VCI empezó a finales de la década de 1950 y el primer prototipo fue el Obyekt 765 de 1961. Después de evaluar y de rechazar un número de otros prototipos con ruedas o con orugas, el Ejército soviético aceptó el Obyekt 765 para el servicio. Empezó a producirse en serie como BMP-1 en 1966.
Para ser más ambicioso y superior campo a través que sus predecesores, el BMP-1 portaba un cañón de ánima lisa de 73 mm, una ametralladora PKT coaxial y un lanzador de misiles antitanque 9M14 Malyutka. Su casco tenía un blindaje lo suficientemente fuerte como para resistir municiones perforantes de calibre .50 en su arco frontal. Ocho ranuras de disparo y bloques de visión permitían al escuadrón de infantería embarcado observar y comprometer objetivos con fusiles o ametralladoras.
El BMP-1 estaba fuertemente armado y blindado, combinando las cualidades de un tanque ligero con las de un TBP tradicional. Su uso de un arma principal con un calibre relativamente grande marcó una desviación de la tendencia occidental de dotar a los VCI con cañones automáticos, que eran más aptos para alcanzar aeronaves que volasen bajo, blindajes ligeros y personal desmontado.
La Unión Soviética produjo unos 20.000 BMP-1 entre 1966 y 1983, convirtiéndose entonces en el VCI más ubicuo del mundo. El BMP-1 estuvo en servicio en la Unión Soviética hasta fue sustituido por el BMP-2, más sofisticado, que estuvo en servicio desde 1980, y este a su vez por el BMP-3, en servicio desde 1987. Un vehículo similar, conocido como BMD-1, fue diseñado para ir con la infantería aerotransportada y durante varios años fue el único VCI aerotransportado del mundo.
Como consecuencia de la aparición del BMP-1 y BTR-60 en algunos países de la OTAN en los años 60 se empezó a desarrollar vehículos blindados sobre ruedas para transporte de la infantería. Los holandeses fueron pioneros con sus 8x8 YP-408. Los británicos eligieron el FV603 Saracen, un vehículo 6x6 empleado en combate en Irlanda del Norte, Chipre y en Sudáfrica. Francia creó para la exportación el Panhard M3 y el VCI Panhard EBR 8x8, aunque su ejército sí incorporaría el VAB. Alemania reaccionó más tarde creó UR-416 Unimog y UR-425 Condor y su ejército compró el Pzb Fuchs. Estos blindados ofrecían la ventaja del menor coste. Aun así, Holanda e Inglaterra sustituirían sus blindados sobre ruedas por otros sobre orugas.
No contento del todo con el Spz-12 el ejército alemán, incorporó el Schützenpanzer SPz 11-2 Kurz, una modificación menor del Hotchkiss SP1A francés. El SPz 11-2 sirvió en pelotones de cañones de los batallones de infantería acorazada hasta 1974. En 1971 la Bundeswehr adoptó el Marder, que se dotó de blindajes cada vez más fuertes a través de sus sucesivas marcas y, como el BMP, más tarde se equipó de serie con un lanzador de misiles guiados antitanque. Entre 1973 y 1975 los ejércitos francés y yugoslavo desarrollaron el AMX-10P y el BVP M-80, respectivamente. Estos fueron los primeros VCI ambiciosos que aparecieron fuera de la Unión Soviética. El Marder, el AMX-10P y el M-80 estaban todos armados con cañón automático de 20 mm y llevaban de siete a ocho pasajeros. Estos además podían también ser armados con varias configuraciones para misiles antitanque.

### Finales de la Guerra Fría y periodo postsoviético

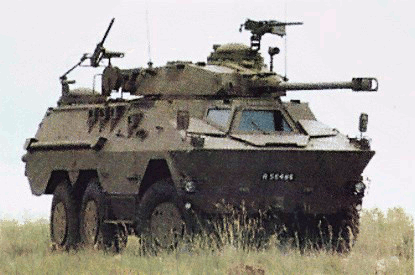
El Ratel, el primer VCI con ruedas, tenía varias novedades, como un casco protegido contra minas.

Los VCI con ruedas no aparecieron hasta 1976, cuando se introdujo el Ratel en respuesta a una especificación del ejército de Sudáfrica, que solicitó un vehículo de combate para ofensivas rápidas y con una potencia de fuego máxima y una movilidad estratégica. A diferencia de los VCI europeos, el Ratel no fue diseñado para permitir que los soldados de infantería montados luchasen junto con los tanques, sino para que operasen de forma independiente a través de grandes distancias. Los oficiales de Sudáfrica eligieron un diseño muy simple y económico, porque este ayudaba a reducir significativamente el compromiso logístico necesario para mantener operativos los vehículos de combate más pesados en áreas subdesarrolladas.
El desgaste excesivo de las orugas también era un problema en el terreno abrasivo y arenoso de la región, lo que hacía más atractiva la configuración con ruedas del Ratel. El Ratel solía ir armado con un cañón automático de 20 mm que permitía dos tipos de munición, por lo que el artillero podía escoger rápidamente entre usar munición perforante o altamente explosiva. Otras variantes fueron dotadas también con morteros, una batería de misiles guiados antitanque o un cañón de 90 mm. Es destacable que el Ratel fuese el primer VCI protegido contra minas; tenía un casco a prueba de explosiones y fue construido para resistir a la fuerza explosiva de las minas antitanque preferidas por los insurgentes locales.
Al igual que el BMP-1, el Ratel supuso un antes y un después en el desarrollo los VCI por diferentes razones: hasta su debut en combate, los VCI con ruedas fueron vistos de forma desfavorable, ya que carecían de la capacidad de carga y de la movilidad todoterreno de los vehículos con orugas, y sus ruedas eran más vulnerables al fuego enemigo. Sin embargo, mejoras realizadas en la década de 1970 en transmisión mecánica, suspensiones y neumáticos han incrementado su potencial de movilidad estratégica. Los costes más reducidos de producción, operatividad y mantenimiento también han ayudado a hacer a los VCI con ruedas más atractivos para varias naciones.
En la década de 1970 surgió la familia de blindados sobre ruedas Piranha, resultado del trabajo de muchos años de la empresa Suiza MOWAG. Canadá encargó la construcción de vehículos blindados AGVP. Desde finales de la década de 1970 el US Army y USMC evaluaban el empleo de APC y VCI con ruedas en lugar de cadenas. El menor coste de mantenimiento y operativo, menor peso y la facilidad de operarlos encajaba en el concepto de las Fuerzas de Despliegue Rápido que en ese momento se diseñaban para un caso de crisis en el Golfo Pérsico. Con el final de la guerra fría el US Army se interesó todavía más. Sobre la base del AGVP canadiense nació el proyecto LAV-25 para los Marines. Con la experiencia en producción y operación del LAV-25 se creó la plataforma Stryker del US Army. 

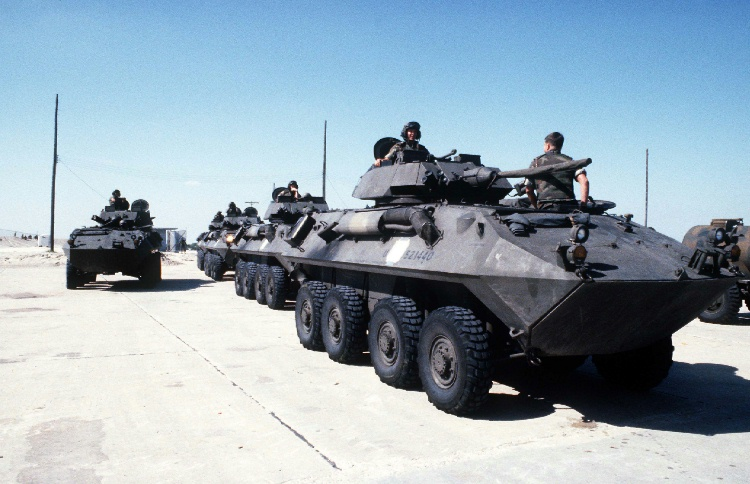
LAV-25 del Cuerpo de Marines de los Estados Unidos.

La experiencia en combate del BMP soviético en 1973 demostró a occidente sus virtudes y defectos. Su ligereza, versatilidad y velocidad sorprendieron y, con base en ellos, se incorporaron nuevos diseños en occidente. Por otro lado, se constató que se habían exagerado sus prestaciones. Por ejemplo, era casi imposible llevar los teóricos 8 soldados equipados en el compartimiento trasero, la realidad eran 6. El blindaje demostró ser vulnerable al ser perforado por ametralladoras pesadas israelíes en ciertos puntos. Su cañón tenía un alcance efectivo de solo 500 metros, nada de los 800 que afirmaban los rusos, y además el misil AT-4 tenía un porcentaje de aciertos realmente bajo. Israel logró neutralizar cerca de 100 BMP-1 enemigos. Los BMP capturados fueron analizados en occidente, que lo tuvo en cuenta en su siguiente generación de vehículos.
Entre finales de los 60 y comienzos de los 70, el ejército estadounidense había abandonado gradualmente sus intentos de utilizar el M113 como un VCI y se centró en crear un diseño de VCI capaz de alcanzar al BMP. Aunque se consideraba fiable, el chasis del M113 no cumplía con los requisitos necesarios de protección o sigilo. Los Estados Unidos también consideraban el M113 demasiado lento como para servir como un VCI capaz de seguir el ritmo de los nuevos tanques que sustituirían al M60.
El programa estadounidense MICV-65 produjo varios prototipos únicos pero ninguno fue finalmente aceptado para el servicio debido a preocupaciones sobre la velocidad, la protección del blindaje y el peso. El personal de evaluación del Ejército de los Estados Unidos fue enviado a Europa para revisar el AMX-10P y el Marder. Ambos fueron rechazados debido a su alto coste, su blindaje insuficiente o a sus capacidades anfibias mediocres.

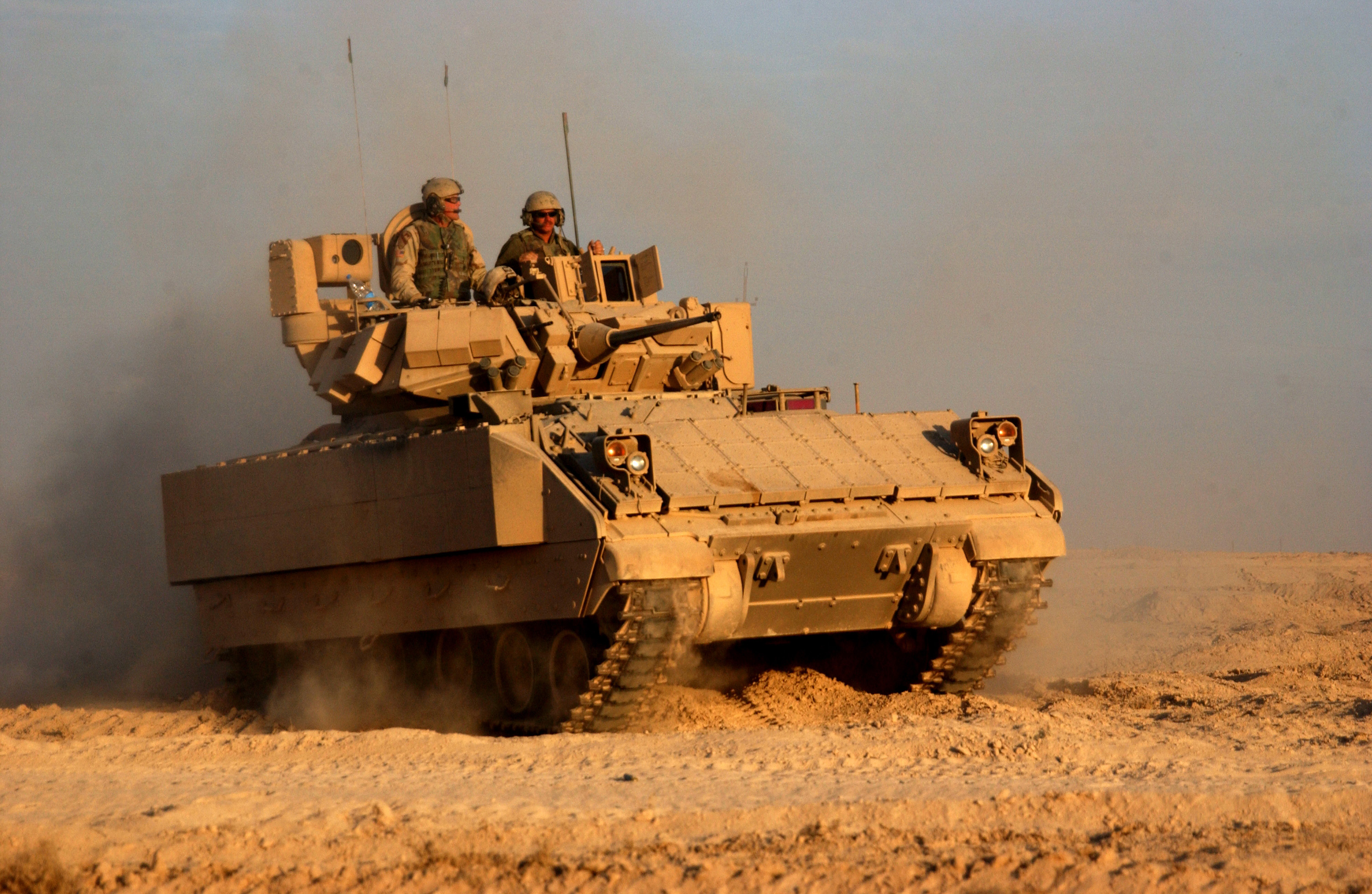
Un M2 Bradley de los EE. UU. en servicio durante la Segunda Batalla de Fallujah (2004).

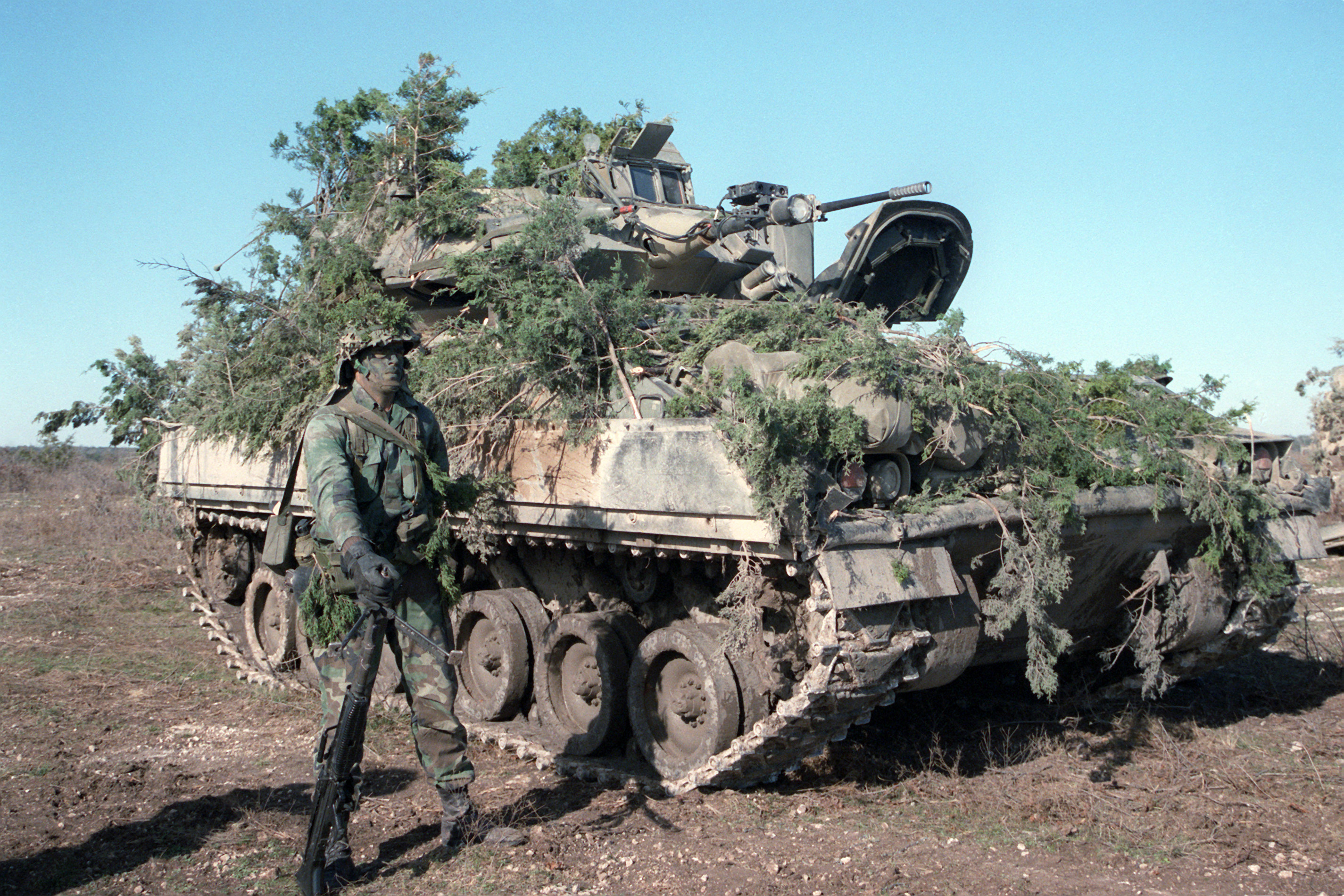
Un M2 Bradley en maniobras de la OTAN en 1986.

En 1973 la Corporación FMC desarrolló y probó el XM723, que era un vehículo con orugas y chasis de 21 toneladas que podía albergar a tres tripulantes y a ocho pasajeros. Inicialmente llevaba un solo cañón automático de 20 mm en una torreta para un solo hombre pero en 1976 se introdujo una torreta de dos hombres; esta llevaba un cañón automático 25 mm como el M242 o el Oerlikon KBA, una ametralladora coaxial y un lanzador de misiles antitanque TOW.
El XM723 poseía capacidad anfibia, nueve ranuras de disparo y un blindaje con láminas espaciadas. Fue aceptado para el servicio en el Ejército de los Estados Unidos en 1980 con el nombre de vehículo de combate Bradley. Las variantes sucesivas se han adaptado con sistemas de misiles mejorados, sistemas de filtro de partículas de gas, revestimientos de Kevlar y mayor capacidad de almacenamiento. La cantidad de espacio ocupado por las modificaciones del casco y del interior ha reducido el número de pasajeros a seis.
Para 1982 ya habían entrado en servicio 30.000 VCI en todo el mundo y el concepto del VCI aparecía en las doctrinas de 30 ejércitos nacionales. La popularidad del VCI ha aumentado por la tendencia creciente de algunas naciones de mecanizar sus ejércitos antes dominados por la infantería ligera. Sin embargo, en contra las de las expectativas, el VCI no ha dejado al TBP obsoleto. Los ejércitos estadounidense, ruso, francés y alemán han mantenido grandes flotas de VCI y TBP, encontrando que el TBP era más acorde para múltiples propósitos o para papeles auxiliares.

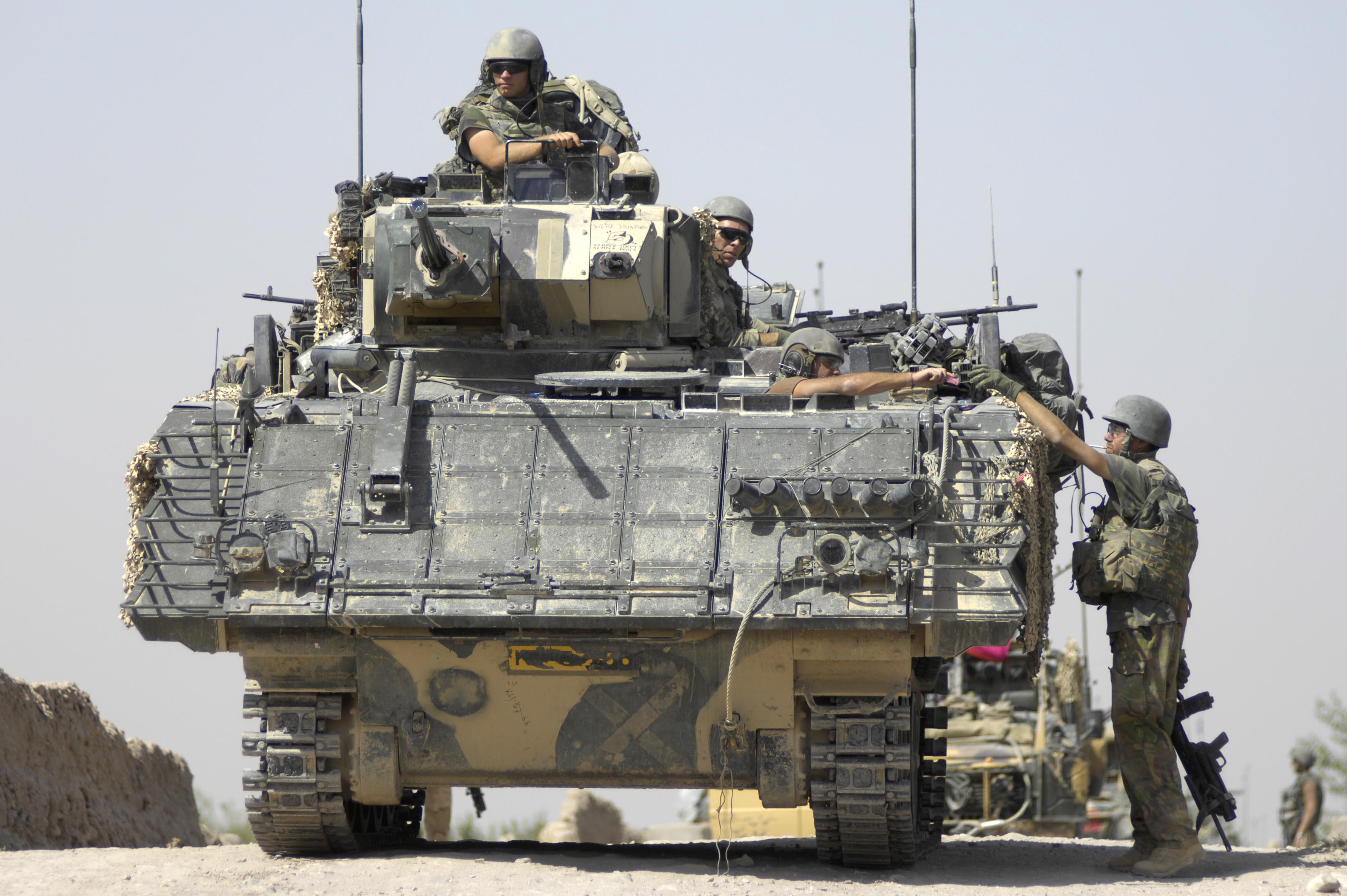
Un YPR-765 holandés en Afganistán.

El XM-765 derivado del M-113 no ganó el concurso del US Army pero demostró ser lo suficientemente apto para cumplir con los requerimientos operativos de los ejércitos belga y holandés. Además, en 1981 Daewoo Heavy Industries inició la construcción del blindado bajo licencia. Conocido en Corea como KIFV/K-200 VCI su producción se mantuvo hasta 2006. En 1985 Otokar Karosanyi AS lo adaptó para las fuerzas armadas turcas con sustanciales modificaciones, creando el ACV-15. Se incluyó una torreta artillada con un cañón M242 de 25 mm.que supuso una mejora sustancial.
El Ejército Británico fue uno de los pocos ejércitos occidentales que no ha reconocido un nicho para los VCI y que no adoptó un diseño de VCI a finales de la década de 1970. En 1980, decidió adoptar un nuevo vehículo blindado con orugas: el FV510 Warrior. La doctrina británica es que un vehículo debería llevar tropas bajo protección hasta el objetivo y entonces darle apoyo con potencia de fuego cuando hayan desembarcado. Aunque el Warrior se clasifica normalmente como VCI, cumple la función de un TBP y los soldados de infantería británicos no permanecen dentro durante el combate.
El ASCOD (Austrian Spanish Cooperation Development) fue diseñado para reemplazar los viejos vehículos blindados de los ejércitos español y austriaco. El Ulan, versión austriaca, complementó al Leopard 2A4, lo que permitió a Austria desarrollar una fuerza de intervención rápida. El primer prototipo del ASCOD fue probado en 1992. El Pizarro español debía sustituir los M113.

### El caso israelí

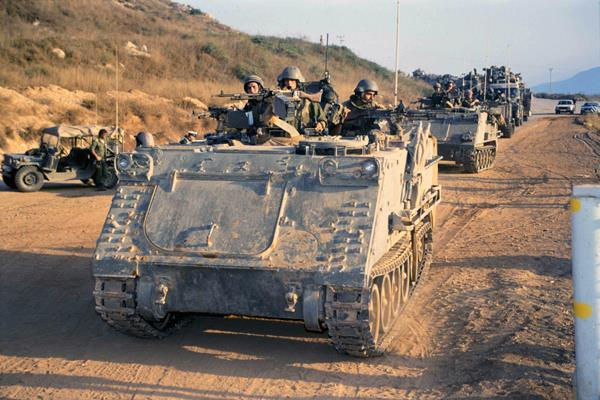
Un M113 en sur del Líbano, 1993. La mejora del blindaje es evidente

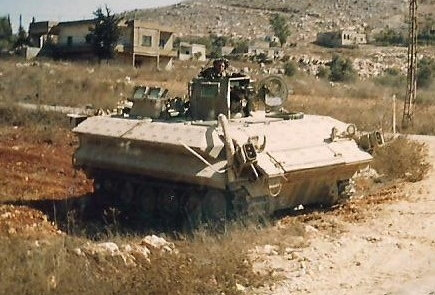
Está foto de 1995 deja ver las modificaciones aplicadas a un M113 para poder operar en sur del Líbano contra la guerrilla.

Israel siempre buscó la mejor protección para sus soldados y para optimizar recursos acabó aprovechando tanques en desuso. A pesar de ser más adecuados que los semiorugas empleados durante tantos años la experiencia con los M113 no fue muy exitosa en las guerras de 1973 y 1982. Los soldados no estaban contentos con los defectos encontrados al M113 en la guerra de 1973 y por ello se introdujeron varias mejoras en protección. A pesar de ellos en la guerra de 1982 los problemas siguieron con los RPG  y misiles antitanque. En ocasiones comprometidas en 1982 hubo de recurrirse al compartimiento trasero de los tanques Merkava. Por todo ello el ejército decidió buscar algo mejor. A los israelíes no les convencía tampoco el concepto del BMP-1, al estudiar los que habían capturado les parecieron incómodos y poco blindados. Además en 1973 los sirios no hicieron un buen uso y decenas de BMP-1 se perdieron en combate en 1973. La mitad de los BMP-1 perdidos por Siria fueron vehículos simplemente abandonados tras sufrir pequeñas averías, que sus tripulantes no sabían reparar. Sí existía un precedente de éxito que gustaba al ejército, la conversión de algunos tanques Sherman en ambulancias blindadas. La doctrina israelí se orientó hacia un vehículo mucho más protegido y armado con ametralladoras para cubrir a los tanques exclusivamente de los equipos cazacarros enemigos, no para enfrentar otros vehículos blindados.

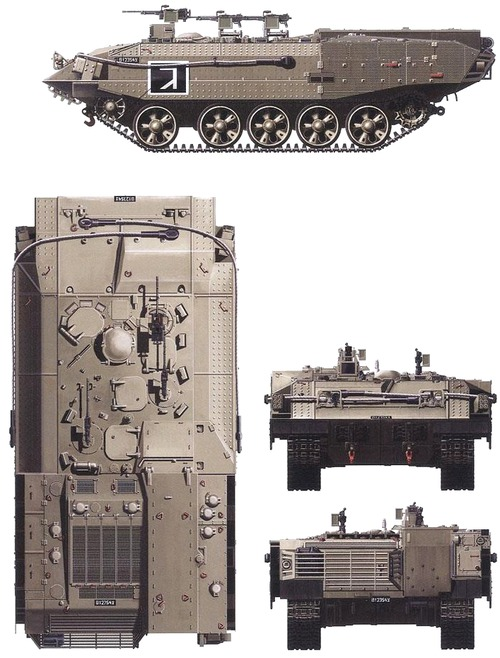
Perfil del Achzarit.

Los israelíes querían que los soldados no estuvieran expuestos en ningún momento al fuego de armas automáticas, lanzagranadas ni a los disparos de los francotiradores. Se empezó con la transformación de los tanques tanques T-55 y Centurión en transportes blindados de personal Nagmachon. El Nagmadhot podía llevar a 6 soldados, y la versión adaptada para conflicto de baja intensidad el Nagmashot podía llevar a 10 soldados. El Achzarit es capaz de transportar 8 soldados más el conductor y artillero. Contaba con una estrecha puerta trasera y en el techo con dos escotillas con ametralladoras de 7,62 mm para su uso por el pelotón. El jefe del vehículo disponía en su escotilla de otra ametralladora y el artillero de otra, que podía dispararse desde el interior del vehículo. Si el T-55 pesaba 36 toneladas, el Achzarit pesaba 44 toneladas.
Debido al éxito le siguió la conversión de tanques en desuso del tipo Merkava Mk. I y II, aprovechando así su grueso blindaje para proteger a los soldados. El más moderno es el Namera, derivado del Merkava 4. El Namera puede llevar 9 soldados, además de sus 3 tripulantes. Su armamento es una torre RCWS armada con una ametralladora de 12,7 mm. o un lanzagranadas Mk-19. Además se equipan con una ametralladora de 7,62 mm. en la escotilla izquierda. Israel los ha empleado en la segunda Intifada, en las acciones en la franja de Gaza y, en menor medida, en el Sur de Líbano.

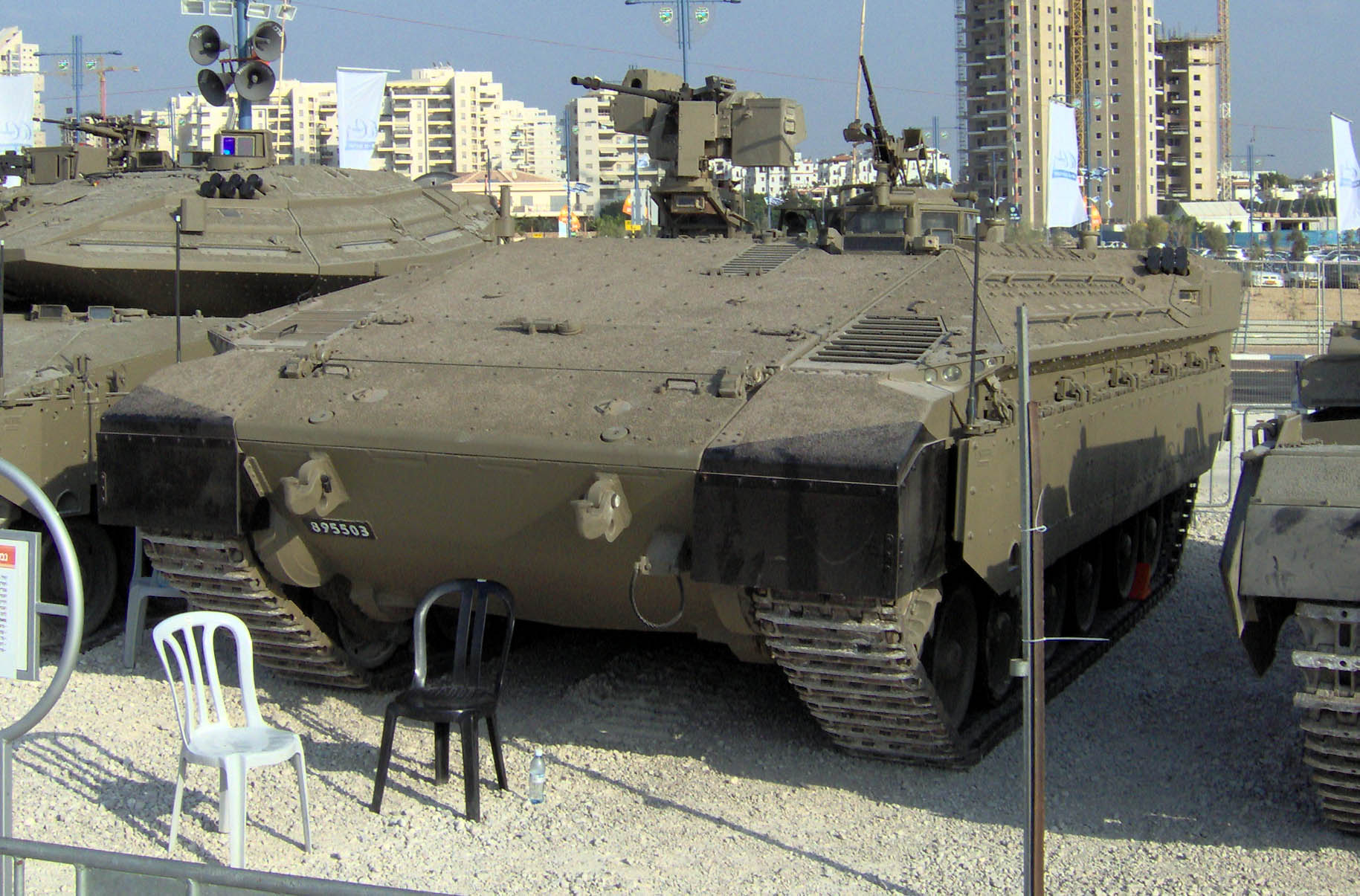
Un Namera, basado en el Merkava Mark IV.

En 2006 la Infantería y tanques israelíes entraron en el terreno agreste y montañoso del sur del Líbano, enfrentándose a Hizboula que había preparado defensas en profundidad. En lento y costoso avance los numerosos misiles anticarro y lanzacohetes implicaron tácticas combinadas de tanques e Infantería montada en VCI para eliminar la resistencia.

## Doctrina
Los vehículos blindados de transporte de Infantería se dividen principalmente en dos tipos: 
- Transporte de Personal (VBTP) o Armoured Personnel Carrier (APC). Se diseña para transportar con seguridad un pelotón embarcado hasta una posición en la que lo desembarca. Una vez desembarcado el pelotón ataca, conquista, limpia y consolida la posición. Suelen ser anfibios y aerotransportables y el pelotón embarcado es de unas 10 personas.
- Combate de Infantería (VCI) o Infantry Fighting Vehicles (IFV).El vehículo de combate de infantería se diseña con capacidad de combatir, poder asaltar la posición enemiga y desembarcar su pelotón únicamente para la limpieza y consolidación. Tiene más blindaje y más armamento que un APC, pero su pelotón embarcado es de 7 u 8 personas.

Además de transportar infantería como los APC, los VCI ofrecen a la infantería la posibilidad de combatir, tanto montada en el vehículo como desmontada. Por eso usualmente cuentan con una torre con cañón y superan en peso y blindaje a los APC. Los blindados son empleados en grupos de combate junto a tanques y, por tanto es deseable que tengan una movilidad parecida y estén bien blindados.

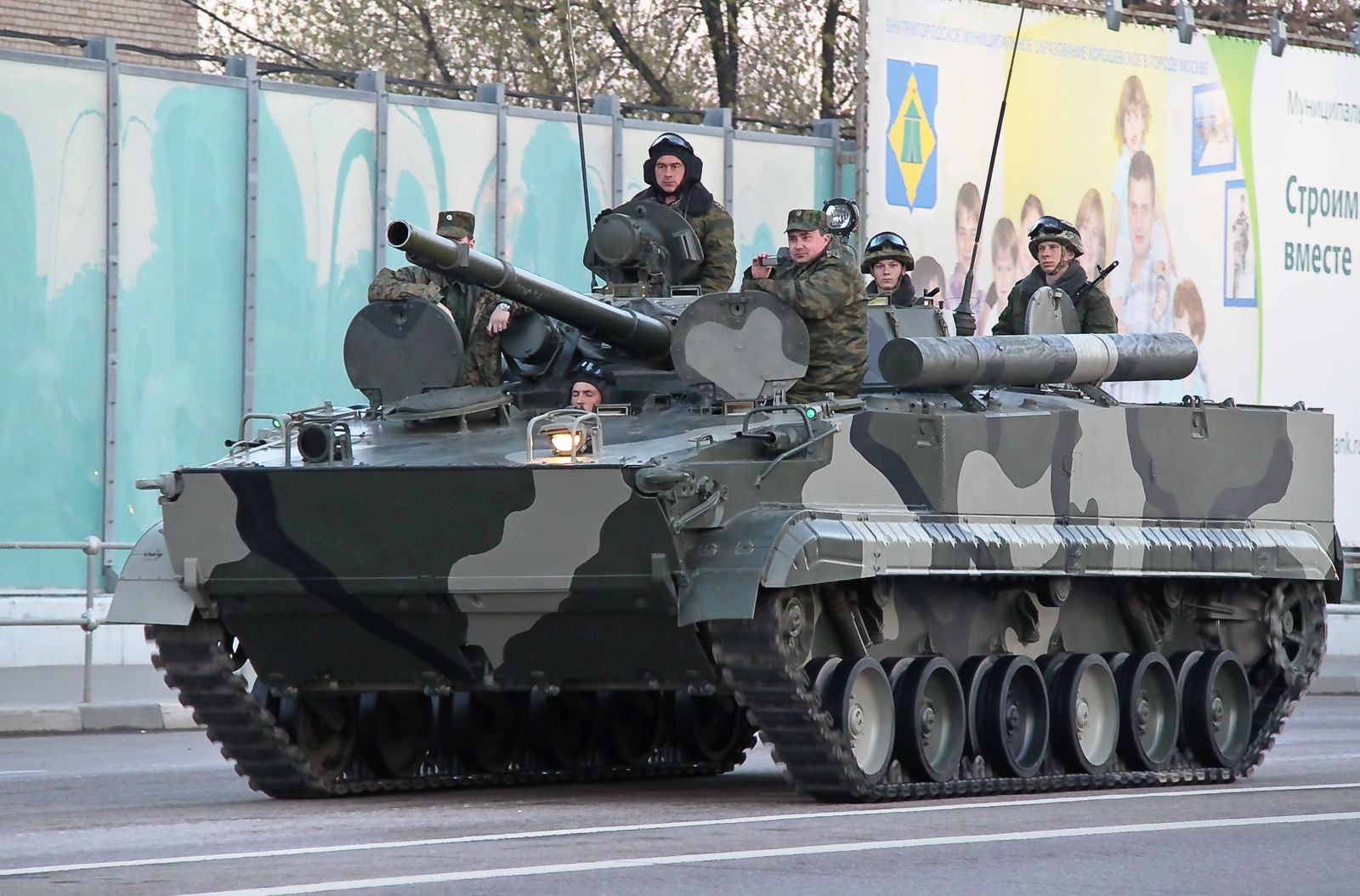
Un BMP-3 ruso con infantería embarcada.

La Infantería Mecanizada antes o después debe desmontar para combatir, principalmente en asaltos y consolidación de objetivos. No se espera de un APC que proporcione a la infantería a bordo la posibilidad de combatir embarcada. Los APC no dan cobertura a su Pelotón embarcado, aunque esté pueda moverse por el campo de batalla embarcado o detrás del vehículo blindado. Un APC llega a la línea de batalla y los soldados desembarcan y realizan el asalto. Mientras tanto el APC se pone a cubierto o vuelve para traer la siguiente ola de ataque.
El papel de un VCI está estrechamente relacionado con la doctrina de la infantería mecanizada. Mientras que algunos VCI están armados con un arma de fuego directo o misiles guiados antitanque para apoyar a la infantería, no están destinados a asaltar fuerzas acorazadas y mecanizadas con cualquier tipo de infantería por su cuenta, montada o no. Más bien, el papel del VCI es dar a la unidad de infantería movilidad táctica y operativa en el campo de batalla durante operaciones de armas combinadas.
Las misiones principales de un VCI son dar transporte y protección a la infantería y dar apoyo de fuego en el combate. Por tanto el poder de fuego, protección y movilidad se encuentran en cualquier VCI. El VCI se encarga principalmente de la supresión de infantería enemiga y unidades anticarro en campo abierto. También puede encargarse de infantería bien protegida en trincheras, así como enfrentarse a vehículos y blindados ligeros. En algunos casos se dice que un VCI puede enfrentarse a la tanques, pero hacerlo pondría en peligro a los soldados. Si un APC va armado para su autodefensa y apoyar a su escuadra del VCI se espera más. Últimamente se ve casos de APC que son armados con torres equipadas con cañón, logrando un sucedáneo de VCI con menor coste y bastante efectividad.
La mayoría de los VCI complementan a los tanques como parte de un batallón, brigada o división blindada. Otros realizan misiones de infantería tradicionales con el apoyo de tanques. El desarrollo temprano de los VCI en varias naciones occidentales fue promovido principalmente por oficiales que querían integrar tanques con infantería de apoyo en divisiones blindadas. Hubo algunas excepciones a esta regla: por ejemplo, la decisión de la Bundeswehr de adoptar el SPz 12-3 fue sobre todo debido a las experiencias de los granaderos Panzer de la Wehrmacht a los que se les había encargado inapropiadamente llevar a cabo operaciones más adecuadas para blindados.
Por eso, la Bundeswehr concluyó que la infantería debería luchar solo mientras estaba montada en sus propios vehículos blindados, idealmente apoyada por tanques. Esta corriente doctrinal fue asumida posteriormente en los ejércitos de otras naciones occidentales, incluyendo los Estados Unidos, llevando a la conclusión ampliamente difundida de que los VCI deberían ser limitarse en gran medida a ayudar al momento de avance de los tanques.
El Ejército soviético otorgó más flexibilidad en este sentido a su doctrina sobre los VCI, que consistía en permitir que la infantería mecanizada ocupase terreno que comprometiera la defensa enemiga, realizar movimientos de flanqueo o atraer a los blindados a contraataques desaconsejados. Si bien aún desempeñaban un papel auxiliar de los tanques, la noción de usar CVI en este tipo de enfrentamientos dictaba que estuvieran fuertemente armados, lo que se reflejó en el BMP-1 y sus sucesores. Además, la doctrina soviética para las tropas aerotransportadas hizo uso de la serie BMD de VCI para operar junto con los paracaidistas, sustituyendo así formaciones mecanizadas o blindadas tradicionales.
El uso de los VCI asumió un nuevo significado después de la guerra de Yom Kipur. Además de anunciarse el debut en combate del BMP-1, ese conflicto demostró la nueva importancia de los misiles guiados antitanque y la obsolescencia de los ataques de blindados independientes. Se puso más énfasis en las ofensivas con armas combinadas y resurgió la importancia de la infantería mecanizada para apoyar a los tanques. Con el cruce del canal del ejército egipcio los israelitas cometieron el error de lanzar una brigada de tanques sin apoyo de infantería. Los tanques fueron destruidos uno por uno por los misiles anticarro Swater y Sagger de la infantería egipcia. Este problema se solucionó con acompañamiento de infantería, que iba delante y a los lados de los tanques para localizar los puestos de los misiles anticarro.
Como resultado de la guerra de Yom Kipur, la Unión Soviética adjuntó más infantería a sus formaciones blindadas, y Estados Unidos aceleró su programa de desarrollo de VCI, que había sido largamente retrasado. Un VCI capaz de acompañar a los tanques con el fin de suprimir las armas antitanques y la infantería hostil que los operaba se consideró necesario para evitar la devastación causada en las formaciones israelíes puramente blindadas. En zonas desérticas o de terreno abierto, la sección de tanques irá al frente por su potencia de fuego y protección, siguiendo los VCI en segundo escalón. En terreno accidentado, boscoso o apropiado para emboscadas los VCI son los que van en la delantera.

## Diseño

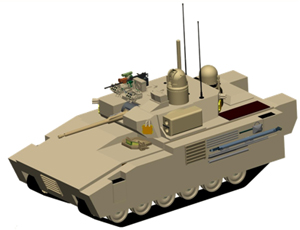
La típica configuración de un VCI con orugas.

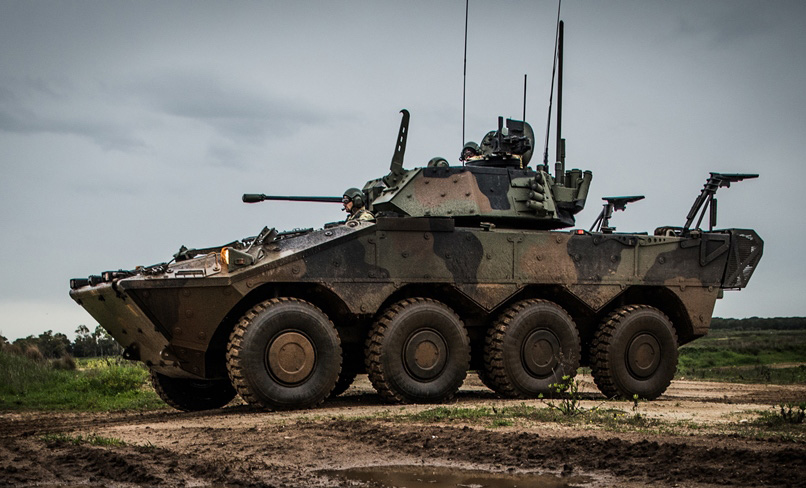
Un VBM Freccia italiano con Oerlikon KBA 25 mm.

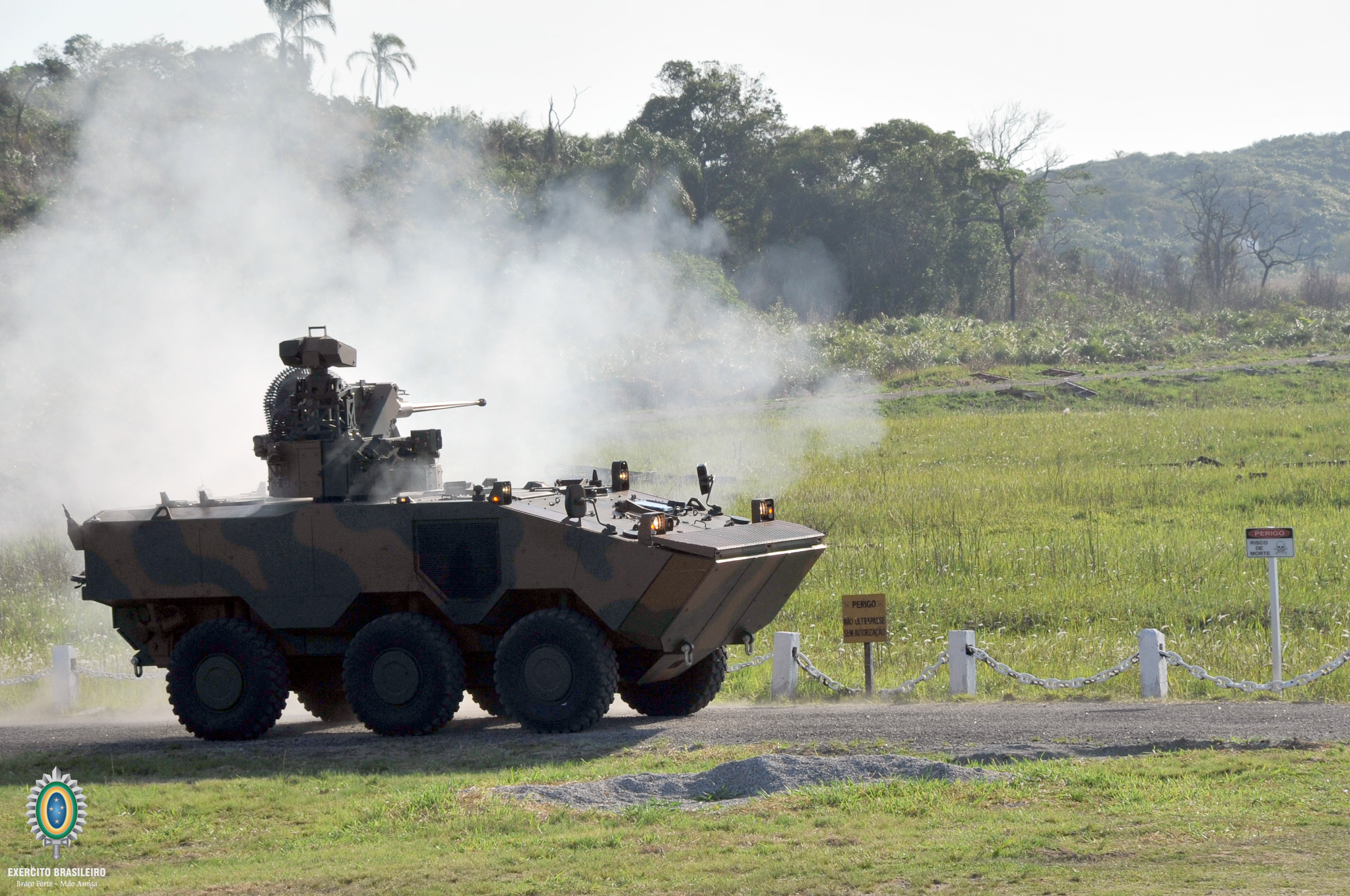
VBTP-MR Guaraní brasileño con UT30-BR de 30 mm.

El Ejército de Estados Unidos define a todos los vehículos clasificados como VCI como dotados de tres características esenciales: están armados con al menos un cañón de calibre medio o un lanzagranadas automático, están protegidos al menos contra pequeñas armas de fuego y pueden moverse fuera de las carreteras. También identifica a todos los VCI como vehículos que tienen algunas características de un TBP y de un tanque ligero.
El Registro de las Naciones Unidas para las Armas Convencionales simplemente define al VCI como un vehículo blindado "diseñado para luchar con soldados a bordo" y "para acompañar tanques". Este registro realiza una clara distinción entre VCI y TBP, siendo la misión del primero combatir más que el transporte general.

### Protección
Todos los VCI poseen carcasas blindadas que protegen contra fuego de fusiles  ametralladoras y algunos están equipados con sistemas de protección activa. La mayoría tienen armaduras más ligeras que los principales tanques de batalla para asegurar su movilidad.  Para incrementar la movilidad, el peso y la velocidad de un VCI, los ejércitos han aceptado el riesgo de reducir la protección. Sus cascos completamente cerrados ofrecen protección contra fragmentos de artillería, residuo de contaminantes ambientales, también limitan el tiempo de exposición de la infantería a bordo durante movimientos prolongados en terreno abierto.
Muchos VCI también tienen cascos con ángulos agudos que ofrecen un grado de protección relativamente alto para el grosor de su blindaje. El BMP, el Boragh y el BVP M-80, así como sus respectivas variantes, poseen cascos de acero con una distribución de blindaje y ángulos empinados que les protege durante avances de frente. El BMP-1 era vulnerable a las ametralladoras pesadas a quemarropa en sus flancos o en la parte trasera, lo que llevó a que apareciese una variedad de modelos más fuertemente blindadas de 1979 en adelante.
El Bradley posee un casco de aleación de aluminio liviano, que en la mayoría de los modelos posteriores se ha ido reforzado con la adición de blindaje reactivo, blindaje de rejas, cinturones laminados espaciados y faldones de acero. Se considera que un VCI gana un 30% más de peso con estas adiciones a su blindaje.
Como la guerra asimétrica cada vez es más común, hay una preocupación mayor con respecto a la protección de los VCI y si las contramedidas añadidas son las adecuadas contra minas terrestres y artefactos explosivos improvisados. Durante la guerra de Irak, la protección inadecuada de los Bradleys estadounidenses contra las minas forzaron a sus tripulaciones a recurrir a estrategias improvisadas como forrar suelos del casco con sacos de arena. Unos pocos VCI, como el Ratel, han sido diseñados específicamente para resistir explosiones de minas.

### Armamento
Los VCI pueden estar equipados con: torretas que portan cañones automáticos de varios calibres, cañones de tanque con velocidad baja o media, misiles guiados antitanque o lanzagranadas automáticos.
Con unas pocas excepciones, como el BMP-1 y el BMP-3, diseños como el Marder y el BMP-2 han marcado la tendencia de armar los VCI con un cañón automático adecuado para su uso contra vehículos blindados ligeros, aviones de bajo vuelo e infantería desmontada.
Esto reflejó la creciente inclinación a ver los VCI como auxiliares de formaciones blindadas: un cañón automático de calibre pequeño o mediano se percibía como un arma de supresión ideal para complementar el fuego de gran calibre de los tanques. Los VCI armados con cañones de tanque en miniatura no resultaron populares porque muchos de los roles que se esperaba que desempeñaran los realizaban mejor los tanques que los acompañaban.
El Ratel, que incluye una variante armada con un cañón de 90 mm de baja velocidad, fue utilizado en operaciones de combate en Sudáfrica contra formaciones de blindados angoleños y cubanos durante la Guerra de la Frontera de Sudáfrica, con resultados variados. Aunque los Rateles lograron destruir una gran cantidad de tanques y TBP angoleños, se vieron obstaculizados por muchos de los mismos problemas que afrontó el BMP-1, mediocres rangos de puntos muertos, un control de fuego inferior y la falta de un arma principal estabilizada. El armamento pesado del Ratel también tentó a los comandantes sudafricanos a utilizarlos como tanques ligeros en lugar de como apoyo a la infantería.
Otra característica de diseño del BMP-1 demostró ser más exitosa al establecer un precedente para futuros VCI: la inclusión de un sistema de misiles antitanque. Este consistía en un rail lanzador que disparaba misiles Malyutka 9M14 y que tenía que recargarse manualmente desde el exterior de la torreta del BMP. Los miembros de la tripulación tenían que exponerse al fuego enemigo para recargar los misiles y no podían guiarlos de forma efectiva desde el espacio de la torreta.

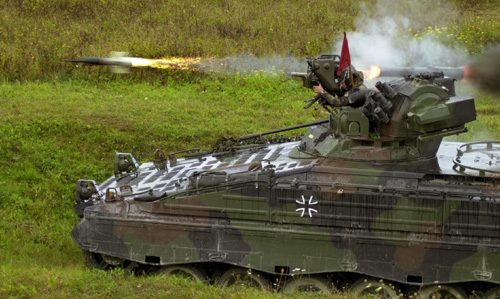
Un Marder dispara un misil antitanque MILAN.

El BMP-2 y variantes posteriores del BMP-1 hicieron uso de sistemas semiautónomos de misiles guiados. En 1978, la Bundeswehr se convirtió en el primer ejército occidental que siguió esta tendencia reacondicionando todos sus Marder con lanzadores para misiles antitanque MILAN.
El Ejército de los EE. UU. añadió un lanzador para misiles antitanque TOW a su flota de Bradleys, a pesar del hecho de que esto redujo enormemente el espacio interior disponible para albergar infantería. Esto se justificó sobre la base de que el Bradley necesitaba no solo atacar y destruir otros VCI, sino también apoyar a los tanques en la destrucción de otros tanques durante las operaciones de armas combinadas.

### Movilidad
Los VCI están diseñados para tener la movilidad estratégica y táctica necesaria para seguir el ritmo de los tanques durante maniobras rápidas. Algunos, como la serie BMD, tienen capacidades aerotransportadas y anfibias. VCI pueden tener ruedas o orugas. Los VCI con orugas suelen estar mejor armados y poseer una mayor capacidad de transporte. Los VCI con ruedas son más baratos y más simples de producir, mantener y operar. Desde una perspectiva logística, son también ideales para un ejército sin acceso generalizado a los transportadores o a una red ferroviaria desarrollada para desplegar sus blindados.